# Appertiella hexandra
Appertiella hexandra är en dybladsväxtart som beskrevs av C.D.K.Cook och L.Triest. Appertiella hexandra ingår i släktet Appertiella och familjen dybladsväxter. Inga underarter finns listade.